# Aspergillus tubingensis
Aspergillus tubingensis es una especie de moho de pigmentación oscura. A menudo es confundido con Aspergillus niger debido a que tienen una morfología y hábitat similar. A. tubingensis es una especie común en el deterioro de alimentos como frutas y trigo, además de ser utilizado en fermentación industrial. En raras ocasiones también puede estar implicado en infecciones oportunistas. En 2017 se encontró que una cepa de este hongo era capaz de biodegradar poliuretano.

## Descripción
Aspergillus tubingensis fue descubierto por Raoul Mosseray en 1934. Los conidios son muy rugosos y de 3 a 5 µm de diámetro. De blanquecinos a rosados, los esclerocios varían de 0,5 a 0,8 mm de diámetro. A. tubingensis se ha descrito exclusivamente como un hongo asexual, aunque se entiende que está estrechamente relacionado filogenéticamente con los llamados Aspergillus negros y los estados sexuales del género Petromyces. Se pensaba que la producción de ocratoxina A (OTA) era un carácter variable dependiendo de la cepa, sin embargo, actualmente se considera que la producción de OTA es una característica descriptiva de la especie, y que los informes previos indicando la variabilidad en su producción provenían de confusiones con otras especies como A. niger. o incongruencias en las condiciones de prueba como el tiempo de incubación, la temperatura o el medio de crecimiento. Otros extrolitos producidos por este hongo incluyen: asperacina, piranonigrina A, pirofeno, funalenona y cotaninas. Cuando es cultivado sobre un medio de agar, sacarosa y creatina, A. tubingensis demuestra una buena producción de ácidos (virando el medio a un color amarillo fuerte) y un índice de crecimiento moderado. A. tubingensis y A. niger tienen  una morfología similar y es difícil de distinguirlos sin recurrir métodos moleculares. Una prueba rápida para distinguir ambos taxones es la reacción de Ehrlich, probando la presencia de indol. En esta prueba, A. tubingensis es negativo en contraste A. niger, que produce un resultado positivo. Las secuencias de los genes que codifican la calmodulina o la β-tubulina también son fiables para diferenciar las dos especies. La producción de asperacina por A. tubingensis también distingue esta especie de otros Aspergillus morfológicamente similares.

## Hábitat y ecología
Aspergillus tubingensis exhibe una alta resistencia a la luz ultravioleta y su temperatura óptima de crecimiento se sitúa entre los 21 y los 36 °C. Entre los 15 y los 20 °C puede producir micotoxina y ocratoxina A (OTA). Tolera pHs bajos y prefiere entornos de relativamente baja actividad acuosa. Originalmente descubierto en Tailandia, A. tubingensis se encuentra en todo el mundo en regiones de clima templado. Se ha documentado en Croacia y Turquía, con algunas apariciones en los Países Bajos, Hungría o Argelia. Esta especie puede ser aislada de muestras de tierra y restos de plantas así como de cultivos agrícolas como uvas, cacao, café o cereales, siendo un agente de la podredumbre de manzanas, uvas y cereales.

## Usos comerciales
Debido a la escasa producción de micotoxina, A. tubingensis se ha utilizado en biotecnología y aplicaciones industriales. A. tubingensis es considerado un organismo seguro (GRAS) por la Administración de Alimentos y Medicamentos (FDA). Esta especie es notable por la producción de enzimas como amilasas, lipasas, glucosa oxidasas, fitasas, xilanasas, fosfatasas ácidas y xilosidasas. La amilasa producida por A. tubingensis tiene potencial para la fabricación de bioetanol proveniente de aguas residuales y restos de la producción de melazas. El hongo también es capaz de producir comercialmente ácidos orgánicos como ácido cítrico, ácido ascórbico y conservantes de madera. También es capaz de biodegradar el poliuretano.